# Sineportella forbesi
Sineportella forbesi is een mosdiertjessoort uit de familie van de Victorellidae. De wetenschappelijke naam van de soort is voor het eerst geldig gepubliceerd in 1996 door Wood & Marsh.